# Natalie Brown (boxe anglaise)
Pour les articles homonymes, voir Natalie Brown et Brown.
Natalie Brown est une boxeuse jamaïcaine et américaine, née le 1er janvier 1979 .

## Carrière sportive
En 2001, elle remporte la médaille d'argent aux championnats du monde amateur à Scranton en moins de 67 kg (poids welters) sous les couleurs de la Jamaïque. Elle réédite cette performance l'année suivante sous les couleurs des États-Unis aux championnats du monde amateur à Antalya.

## Vie privée
Elle est la femme du boxeur Chris Johnson.